# Holy (Justin Bieber)
Holy est une chanson de l'artiste canadien Justin Bieber, accompagné du rappeur américain Chance the Rapper. La chanson est sorti le 18 septembre 2020. Elle est le premier single du sixième album studio de Justin Bieber, Justice (2021). Holy est une chanson pop avec des éléments de hip-hop chrétien. Billboard l'a nommée 41e meilleure chanson de 2020. Une version acoustique est sortie le 6 novembre 2020. Le clip officiel de la chanson est quant à lui sorti le 18 septembre 2020 et présente Justin Bieber dans le rôle d'un ouvrier pétrolier licencié et finalement aidé par un soldat et sa famille.

## Histoire
Ce titre suit le cinquième album studio de Justin Bieber, Changes, est sorti le 14 février 2020. Le 15 septembre 2020, Justin Bieber avait tweeté que son nouveau single « Holy » sortirait dans quelques jours pour signifier sa prochaine « ère » musicale. Holy aborde les thèmes de la loyauté et de la foi, le New York Times le qualifiant de "R&B dévotionnel".
Justin Bieber et Chance the Rapper avaient déjà travaillé ensemble sur plusieurs chansons, Holy marquant leur cinquième collaboration.

## Composition
Holy a style pop, avec des éléments de hip-hop chrétien. La chanson est composée en sol bémol majeur avec un tempo de 88 bpm.

## Sortie et promotion
Justin Bieber est allé interpréter une version live de sa chanson dans l'émission de télévision Saturday Night Live le 17 octobre 2020. Il l'a de nouveau interprétée aux People's Choice Awards en novembre 2020.
Une version caritative de la chanson est sortie le 18 décembre 2020. Cette version mettait en vedette le Lewisham and Greenwich NHS Choir, qui s'était hissé au sommet du classement des singles de Noël au Royaume-Uni en 2015 avec son single caritatif A Bridge over You, un classement qui a vu Justin Bieber au numéro deux avec sa chanson Love Yourself.
Holy était l'un des premiers prétendants au numéro un des classements de Noël au Royaume-Uni en 2020. Bien que la nouvelle version sortie le 18 décembre 2020 est été adoré, est resté nommé la première version avec Chance the Rapper, et qui est ainsi entrée la pour première fois dans les listes britanniques le 25 septembre 2020 Comme le nouveau disque était considéré comme un simple remix, Holy s'est retrouvée à la 41e place du classement de Noël avec 17 594 ventes.

### Listes de fin d'année
| Publication | Liste                               | Rang   |
| ----------- | ----------------------------------- | ------ |
| Billboard   | Les 100 meilleures chansons de 2020 | 41     |
| Glamour     | Les 63 meilleures chansons de 2020  | Placée |

## Clip
Le clip de Holy est également sorti le 18 septembre 2020 et a été réalisé par Colin Tilley. La vidéo suit Justin Bieber en ouvrier pétrolier qui se fait licencier. Durant cette épreuve, lui et sa conjointe (Ryan Destiny) se font expulser de leur logement. Un soldat américain charitable, interprété par Wilmer Valderrama, les croise sur la route et les convie chez lui. La vidéo a été interprétée comme un commentaire sur la transition juste. Au 18 décembre 2021, le clip officiel avait dépassé plus de 186 millions de vues.